# نيللي ليتيتيا مكلونج
نيلي ليتيتيا مكلونج (بالإنجليزية: Nellie McClung)‏، (من مواليد 20 أكتوبر 1873 - 1سبتمبر 1951) وكان اسمها هيلين ليتيتيا موني، وهي مؤلفة كندية وناشطة اجتماعية ومُطالبة بحق المرأة في الاقتراع وسياسية. وكانت جزءًا من حركات الإصلاح الاجتماعي والأخلاقي السائدة في غرب كندا في أوائل القرن العشرين. وقد كانت قضاياها الكبيرة حق المرأة في الاقتراع والاعتدال. وبفضل جهودها الكبيرة أصبحت مانيتوبا أول مقاطعة تمنح المرأة حق التصويت والترشيح للمناصب العامة وذلك في عام 1916.
وفي عام 1927 أطلقت مكلونج ما يعرف باسم «قضية الأشخاص» برفقة أربع نساء أُخريات: هنريتا موير إدواردز وإميلي ميرفي ولويز ماكيني وإيرين بارلبي واللاتي عُرفن بعد ذلك باسم الشهيرات الخمس ويطلع عليهن أيضًا «الشجاعات الخمس» وكانت القضية تدور حول الدفاع عن حق النساء بإمكانيتهن ليكنّ «أشخاصًا مؤهلين» وبالتالي مؤهلات للجلوس في مجلس الشيوخ. وبذلك قضت محكمة العدل العليا في كندا بأن القانون الحالي لا يعترف بالمرأة على هذا النحو. رغم ذلك كُسبت القضية عند الاستئناف أمام اللجنة القضائية الخاصة بمجلس شورى الملكة البريطانية وكانت هذه المحكمة هي الملاذ الأخير لكندا في ذلك الوقت.

## حياتها المبكرة
وُلدت نيلي مكلونج موني في تشاتسوورث في مدينة أونتاريو في عام 1873، وهي الابنة الصغرى لجون موني وقد كان مزارعًا مهاجرًا إيرلنديًا وميثوديًا  (طائفة مسيحية بروتستانتية)، ووالدتها ليتيتيا مكوردي المولودة في اسكتلندا. بعد ذلك، فشلت مزرعة والدها وانتقلت العائلة إلى مانيتوبا في عام 1880  وتلقت ست سنوات من التعليم النظامي ولم تتعلم القراءة حتى أصبحت في التاسعة من عمرها. وانتقلت فيما بعد مع أسرتها إلى منزل في وادي سوريس في مانيتوبا.

## المسيرة المهنية
أقامت نيلي مكلونج مع زوجها الصيدلاني روبرت مكلونج وأطفالهم الخمسة -أربعة أطفال ذكور وفتاة واحدة- في وينيبيغ في مانيتوبا بين عامي 1904 و1915. وكانت تناضل مكلونج من أجل حق المرأة في الاقتراع من عام 1911 حتى 1915.
قامت مكلونج بحملة لصالح الحزب الليبرالي حول قضية التصويت للنساء في كل الانتخابات الريفيّة التي جرت في مقاطعة مانيتوبا في عامي 1914 و1915. كما وساعدت في تنظيم اتحاد نسائي للمساواة السياسية، وهو عبارة عن مجموعة مكرّسة لحق المرأة في الاقتراع.
لعبت دورًا رائدًا في حملة الليبراليين الناجحة كمتحدثة عامة معروفة بحس الفكاهة في عام 1914. كما لعبت دور نائبة رئيس الوزراء المحافظ رودموند روبلين في مانيتوبا في برلمان نسائي وهمي كان قد أُقيم في وينيبيغ عام 1914 تحت رعاية نادي الصحافة النسائية الكندي.
وصُمم السعي المسرحي الزائف للكشف عن سخافة حجج المعارضين لحق المرأة في الاقتراع وذلك من خلال الادّعاء بمناقشة ما إذا كان ينبغي منح حق الاقتراع للرجال. ثم احتفلت نيللي وزملاؤها بهزيمة حكومة روبلين في أغسطس من عام 1915 ولكنها انتقلت إلى إدمونتون في ألبرتا في الوقت الذي أصبحت فيه مانيتوبا أول مقاطعة تمنح النساء حق التصويت في كندا في ظل الحكومة الليبرالية الجديدة وذلك في 28 يناير من عام 1916.
وواصلت مكلونج مسيرتها المهنية كداعية ومؤلفة ومُصلحة في إدمونتون. وانتُخبت لعضوية ليبرالية في المجلس التشريعي لحكومة ألبرتا في عام 1921. ثم انتقلت إلى مدينة كالجاري في ألبرتا في عام 1923 وكرّست نفسها للكتابة. وكانت قد كتبت روايتها الأولى (زرع البذور في داني) التي نُشرت في عام 1908 وكانت من أشهر الكتب الأكثر مبيعًا على المستوى الوطني وذلك لنجاح هذا الكتاب بقصصه ومقالاته القصيرة. وكتبت مكلونج في العديد من المجلات الكندية والأمريكية.
وواصلت حملة الاقتراع بعد انتقالها إلى إدمونتون. وأدركت أن الحرب العالمية الأولى لعبت دورًا مهمًا في انتشار قانون حق المرأة في الاقتراع. وقد تطلب نقص القوى العاملة في ذلك الوقت انتشار توظيف الإناث على نطاق واسع، ما يجعل صورة الأنثى المحمية لا تنطبق على الظروف الكندية. وأيّدت الرعاية الطبية ورعاية الأسنان في المدارس وحقوق الملكية للنساء المتزوجات وشهادات الأمهات وتشريعات السلامة في المصانع والعديد من الإصلاحات الأخرى. وأثناء دفاعها عن قوانين الطلاق المنصفة والتي كانت من مؤيّديها لفترة طويلة، سألت مكلونج ذات مرة: «لماذا تُستخدم أقلام الرصاص مع المحايات إن لم تكن لتصحيح الأخطاء؟».
وكانت مكلونج ناشطة في العديد من المنظمات. كما وأسست اتحاد النساء للمساواة السياسية والمعاهد الفيدرالية للسيدات في كندا -وتعتبر أكبر حركة لتعليم البالغين في كندا- ومعهد إدمونتون للسيدات والذي كانت أول رئيسة له. إضافة إلى أنها كانت ناشطة في جمعية المؤلفين الكنديين ونادي الصحافة النسائي الكندي والكنيسة الميثودية في كندا ونادي كالجاري الأدبي للسيدات وغيرها.
شغلت نيللي منصب عضو ليبرالي في المجلس التشريعي في ألبرتا من عام 1921 وحتى عام 1926 في معارضة للحكومة من المزارعين المتحدين في ألبرتا. وكانت فرصتها للضغط من أجل حقوق المرأة محدودة لأن المرأة لا تُؤخذ على محمل الجد.
وكانت واحدة من الخمس الشهيرات (الشجاعات الخمس) مع إيرين بارليبي وهينريتا موير إدواردز وإميلي ميرفي ولويز ماكيني. وفي عام 1927 طرحت النساء الخمس طلب التماس لتوضيح مصطلح «الأشخاص» في المادة 24 من قانون أمريكا الشمالية البريطاني الصادر عام 1867. وقد استبعدت هذه المادة النساء من المناصب السياسية. وكان الالتماس ناجحًا ما مهد الطريق أمام النساء لدخول السياسة في كندا.

## اليوجينا (علم تحسين النسل)
كانت مكلونج مؤيدة لفلسفة تحسين النسل الاجتماعية الشائعة آنذاك، وقامت بحملة لتعقيم الذين يُعتقد بأنهم «محدودو التفكير» وقد ساهم ترويجها لفوائد التعقيم في إقرار تشريعات لتحسين النسل في ألبرتا.
وبكونها ناشطة نسوية في حقوق الأمهات، آمنت مكلونج بأن المرأة يجب أن تشارك في السياسة بسبب غرائزها الأمومية الطبيعية والتي تضمنت مصالح صحة الأمهات والأطفال. وقد كان هذا الأمر مهمًا بالنسبة إلى الأمهات الناشطات النسويات في ذلك الوقت، واللاتي وضعن النساء كأمهات وأوصياء على عرقهن. وبالتالي دافعن عن تشريع مؤيّد وموجه ضد مدمني الكحول وانعدام الأهلية العقلية والبغاء. وعبّرت مكلونج عن وجهات نظرها في كتابها «في أوقات مثل هذه» الذي صدر عام 1915.
ذكرت نيللي في كتابها: «إن إحضارالأطفال إلى هذا العالم يعانون من إعاقات ناجمة عن الجهل أوالفقر أو الإجرام بسبب والديهم يعدّ جريمة مروّعة ضد الأبرياء واليائسين، ومع ذلك لا شيء يُقال عن هذه الجريمة تقريبًا. ويُترك الزواج والتدبير المنزلي وتربية الأطفال بأكملها للصدفة ولذلك فلا عجب من أن الإنسانية تنتج الكثير من النماذج التي سواءً كانت جوارب حريرية أو أحذية فإنها سلع من الدرجة الثانية».
كما وآمنت مكلونج والآخرون أن إجراءات التعقيم ستمنع حدوث المزيد من المشاكل. وتعتبر نيللي مكلونج وصديقتها المقرّبة إميلي ميرفي من أبرز المؤيدين والمؤثرين والداعمين لقانون التعقيم الجنسي في ألبرتا الذي نظّم التعقيم التلقائي للأشخاص الذين يُعتبرون متخلفين عقليًا (يعانون من ضعف عقلي).
شُرّع القانون في عام 1928 وأُلغي في عام 1972. وخلال ذلك الوقت خضع الآلاف من الأشخاص الذين يُعانون من ضعف عقلي أو ذُهاني لتعقيم تحديد النسل.

## العائلة
كانت مكلونج جدة قاضي ألبرتا المسمّى جون مكلونج.

## الأوسمة
اعتُبرت نيللي مكلونج شخصًا ذا أهمية تاريخية وطنية من قبل الحكومة الكندية وذلك في عام 1954. كما وتوجد لوحة تذكارية لمكلونج على الجانب الغربي من الطريق السريع Hwy 6، وعلى بعد كيلومتر واحد من جنوب الطريق السريع Hwy 40 في بلدة تشاتسوورت في أونتاريو.
وقد كُرّمت نيللي مكلونج برفقة النساء الخمس الأُخريات اللواتي شاركن معها في «قضية الأشخاص» بطابع الثماني سنتات. إضافةً إلى الاعتراف بقضية الأشخاص كحدث تاريخي في عام 1997.
وقد صوّت مجلس الشيوخ الكندي على تسمية نيللي مكلونج وبقية النساء الخمس لأول مرة بـ «أعضاء مجلس الشيوخ الفخريين».

### مقر السكن
كان منزل مكلونج ومقر إقامتها يقع في كالجاري في ألبرتا حيث أقامت هناك من عام 1932 حتى منتصف 1930، ولا يزال المنزل قائمًا وعُيّن مؤخرًا كموقع تراثي. وقد حُوّل منزلان آخران كانت قد عاشت فيهما مكلونج إلى متحف أرشيبالد قرب بلدة لا ريفيير مانيتوبا في بلدية بيمبينا الريفية وقاموا بترميمهما. وفي عام 2017 نُقل المنزلان إلى مانيتو في مانيتوبا وأصبحا مفتوحين للعامة حيث يعدّ مقر إقامة عائلة مكلونج في وينيبيغ موقعًا تاريخيًا أيضًا.

## فهرس مؤلفات الكاتبة

### الكتب الخيالية
- زرع البذور في داني. نُشر في تورونتو من قبل وليام بريجز في عام 1908.
- الفرصة الثانية. نُشر في نيويورك من قبل دار دوبليدي للنشر في عام 1910.
- قصة منزل وقف الخور الأسود وقصص أخرى. وقد نُشر في تورونتو من قبل وليام بريجز في عام 1912.
- فصول الربيع الأرجوانية. نُشر في بوسطن ونيويورك من قبل هوتون ميفلين عام 1922.
- عندما صُلب السيد المسيح «السلام». نُشر في تورونتو من قبل توماس ألين في عام 1923.
- نيران مرسومة. نُشر في تورونتو من قبل توماس ألين في عام 1925. وتعتبر نيران مرسومة سلسلة من الأدب الكندي القديم (أُعيدت طباعته) في مطبعة جامعة ويلفريد لورير في مدينة واترلو في أونتاريو عام 2014 [1925].
- كلنا نحب الأغنام. نُشر في تورنتو من قبل توماس ألين في عام 1926.
- كتاب القصص القصيرة: كن جيدًا لنفسك. نُشر في تورنتو من قبل توماس ألين في عام 1930.
- الزهور للأحياء. نُشر في تورنتو من قبل توماس ألين في عام 1931.
- كتاب كوني بروميل كروك عن حياة نيلي ل.ماركهام. نُشر من قبل ستودارت كيدز عام 1994.

### الكتب غير الخيالية
- في أوقات كهذه. نُشر في تورنتو من قبل ماكلويد وألين في عام 1915.
- أقرب الأقرباء. نُشر من قبل هوتون ميفلين في عام 1917.
- ثلاث مرات واخرج. وهي عبارة عن تجربة فتى كندي في ألمانيا. نُشر في بوسطن ونيويورك من قبل هوتون ميفلين عام 1918.
- تصفية الحسابات في الغرب؛ قصتي الخاصة. نُشر في تورنتور من قبل توماس ألين عام 1935.
- أوراق من ممر الفانوس. نُشر في تورنتور من قبل توماس ألين عام 1936.
- كتيب قبل أن يستدعوا، مجلس البعثات المحلية. الكنيسة المتحدة في كندا عام 1937.
- المزيد من الأوراق من ممر الفانوس. نُشر في تورنتور من قبل توماس ألين عام 1937.
- السيل يجري مسرعًا. نُشر في تورنتور من قبل توماس ألين عام 1945.

## روابط خارجية
- نيللي ليتيتيا مكلونج على موقع الموسوعة البريطانية (الإنجليزية)